# Admete (filla d'Euristeu)
Admete o Admeta, (grec antic Ἀδμήτη), segons la mitologia grega és l'heroïna d'una llegenda de Samos. Va ser sacerdotessa d'Hera i era filla d'Euristeu, rei de Tirint i besneta de Perseu. Euristeu va encarregar a Hèracles el novè dels seus dotze treballs, on havia de portar-li el cinturó d'Hipòlita, reina de les amazones, a la seva filla. A la mort del seu pare, fugí d'Argos a Samos amb l'estàtua de la deessa. A Samos trobà un antiquíssim santuari d'Hera, fundat pels leleges i les nimfes, on deposità l'estàtua. Mentrestant, els argolis, preocupats per la desaparició de l'estàtua, van encarregar a uns pirates tirrens que l'anessin a cercar. Com que el temple de Samos no tenia portes els va ser molt fàcil agafar-la, però quan van voler fer-se a la vela els va ser impossible per falta de vent. Va quedar clar que la deessa es volia quedar on era, i van dipositar la imatge a la platja. Admete, que havia notat la desaparició de la imatge, alertà els habitants, que van començar a buscar-la per tota l'illa, fins que van trobar-la abandonada a la platja, quan els pirates ja havien marxat. Van pensar que la deessa havia anat allà per ella mateixa, i la van lligar amb unes tires de vímet. Quan va arribar Admete la deslligà, la purificà i la va tornar va consagrar, ja que l'havien tocat mans humanes. En memòria d'això, a Samos se celebrava una festa cada any, durant la qual es portava l'estàtua d'Hera a la platja.
Pausànies atribueix el trasllat d'Hera a Samos als argonautes i no a Admete.